# Не ваљам
Не ваљам је четврти студијски албум Наташе Беквалац, издат за Сити рекордс, 2010. године. Диск садржи 9 нових песама, велике хитове Не ваљам и У мени су две, који су раније објављени, и песму Не ваљам у новом аранжману.

## Списак песама
На албуму се налазе следеће песме:
| Бр. | Назив                      | Текст            | Музика               | Аранжман             | Трајање |
| --- | -------------------------- | ---------------- | -------------------- | -------------------- | ------- |
| 1.  | Никад не реци никад        | Драгиша Баша     | Драгиша Баша         | Дејан Абадић         | 03:44   |
| 2.  | Не ваљам                   | Марина Туцаковић | Amr Mostafa          | Александар Милић     | 03:55   |
| 3.  | Прва у пићу                | Марина Туцаковић | Нинослав Адемовић    | Александар Милић     | 03:45   |
| 4.  | Не куни се у своје другове | Драган Брајовић  | Драган Брајовић      | Дејан Абадић         | 03:28   |
| 5.  | Мрља                       | Драган Брајовић  | Драган Брајовић      | Дејан Абадић         | 04:17   |
| 6.  | Љубав није за једанпут     | Марина Туцаковић | Нинослав Адемовић    | Дејан Абадић         | 03:20   |
| 7.  | Ја још увек верујем        | Драган Брајовић  | Драган Брајовић      | Дејан Абадић         | 03:46   |
| 8.  | У мени су две              | Драган Брајовић  | Драган Брајовић      | Дејан Абадић         | 04:02   |
| 9.  | Не ваљам                   | Марина Туцаковић | Amr Mostafa          | Александар Милић     | 03:32   |
| 10. | Чистија                    | Марина Туцаковић | Dimitris Kontopoulos | Александар Милановић | 03:14   |
| 11. | Све што желиш бићу ја      | Драган Брајовић  | Нинослав Адемовић    | Александар Милић     | 03:30   |
| 12. | Мала леђа                  | Марина Туцаковић | Александар Перишић   | Александар Милановић | 03:10   |

## Информације о албуму
- Песме 1,2,4,5,6,7,8 су снимане и миксане у Студију XXL

Музички продуцент: Дејан Абадић// Гитаре: Драгутин Јаковљевић// Гитаре и бузуки: Петар Трумбеташ, Бранко Kљајић// Kлавијатуре: Дејан Абадић// Programming: Ђорђе Петровић// Сниматељ: Вук Зиројевић// Микс: Дејан Абадић и Вук Зиројевић// Пратећи вокали: Ивана Чабраја и Јадранка Kриштоф
- Песме 3,9,11 у продукцији Студија Miligram Music

Музички продуцент: Александар Милић// Хармоника: Нинослав Адемовић// Аранжмани: Александар Милић// Kларинет: Ален Адемовић// Гитаре: Ненад Бојковић, Иван Милосављевић// Бас гитаре: Александар Андрић// Kлавијатуре: Јовица Смрзлић, Филип Милетић// Бубњеви: Александар Петровић// Пратећи вокали: Ивана Петерс и Александар Милић
- Песме 10,12 су снимане и миксане у Студију Kобац

Музички продуцент: Александар Милановић// Снимао и миксао: Драган Вукићевић// Гитаре: Петар Трумбеташ// Бас: Ненад Стефановић// Пратећи вокали: Ивана Селаков
- Mastering албума: Фабрика 13 осим за песму 2. "Не ваљам": Жика Јакшић - Гранд Студио
- Главни и одговорни уредник: Милица Митровић
- Директор: Бане Стојановић
- Уредник издања: Горан Томановић

## Обраде
- 2. Не ваљам, 9. Не ваљам (оригинал: Amr Diab - We Malo - 2005)
- 10. Чистија (оригинал: Anastasios Rouvas - Vimata - 2008)

## Спотови
- Не ваљам
- У мени су две